# ひこ・田中
ひこ・田中（ひこ・たなか、1953年2月8日 - ）は、日本の児童文学作家。本名は、田中 正彦。
『児童文学書評』主宰。

## 人物・来歴
大阪府生まれ。同志社大学文学部卒業。
1990年『お引越し』で第1回椋鳩十児童文学賞受賞。同作が相米慎二監督により映画化される。1997年『ごめん』で第44回産経児童出版文化賞JR賞受賞。同作は冨樫森の手で映画化された。2017年『なりたて中学生　初級編・中級編・上級編』で第57回日本児童文学者協会賞受賞。2024年『あした、弁当を作る。』で第64回日本児童文学者協会賞受賞。2021年『レッツはおなか』が厚生労働省の児童福祉文化賞推薦作品に選定される。

## 著書
- 『お引越し』（福武書店） 1990、のち講談社文庫、福音館書店 2013
- 『カレンダー』（福武書店） 1992、のち講談社文庫、福音館書店 2014
- 『ごめん』（偕成社） 1996、のち文庫、福音館書店 2014
- 『大人のための児童文学講座』（徳間書店） 2005.4
- 『ふしぎなふしぎな子どもの物語 なぜ成長を描かなくなったのか?』(光文社新書)  2011.8
- 『サンタさんたら、もう!』 (小林万希子絵、WAVE出版、えほんをいっしょに。） 2012.12
- 『ひっつきむし』 (堀川理万子絵、WAVE出版、えほんをいっしょに。） 2013.3
- 『ハルとカナ』（ヨシタケシンスケ絵、講談社） 2016.8
- 『サンタちゃん』（こはらかずの絵、講談社） 2017.10
- 『へたなんよ』（はまのゆか絵、光村教育図書） 2017.3
- 『ぼくは本を読んでいる。』（講談社） 2019.1
- 『コリンのお店びらき』（山西ゲンイチ絵、BL出版） 2019.8

### 「レッツ」シリーズ
ヨシタケシンスケ絵
- 『レッツのふみだい』 (そうえん社、まいにちおはなし） 2010.10、のち講談社 2018
- 『レッツとネコさん』 (そうえん社、まいにちおはなし） 2010.7、のち講談社 2018
- 『レッツがおつかい』 (そうえん社、まいにちおはなし） 2011.1、のち講談社 2018
- 『レッツはおなか』（講談社） 2020.4

### 「モールランド・ストーリー」シリーズ
中島梨絵画、福音館書店
1. 『メランコリー・サガ』 2014.5
2. 『ロックなハート』 2015.11
3. 『ネバーウェディングストーリー』 2020.5

### 「なりたて中学生」シリーズ
講談社
- 『なりたて中学生 初級編』 2015.1
- 『なりたて中学生 中級編』 2015.11
- 『なりたて中学生 上級編』 2016.10

### 共編著・監修
- 『子ども・大人』 (野上暁共著、ヨシタケシンスケ絵、大月書店、考える絵本） 2009.10
- 『子どもの本ハンドブック』（野上暁共編、三省堂） 2009.6
- 『今すぐ読みたい! 10代のためのYAブックガイド150!』1 - 2（金原瑞人共監修、ポプラ社） 2015 - 2017
- 『13歳からの絵本ガイド YAのための100冊』（金原瑞人共監修、西村書店東京出版編集部） 2018.4

## 翻訳
- 『くまのプーさん』（A・A・ミルン、竹書房） 2003
- 『ひよこのピケキョ』（ジャニーン・ブライアンさく、ダニー・スネルえ、東京書店） 2018.6
- 『さらわれたオレオマーガリン王子』（マーク・トウェイン, フィリップ・ステッド作、エリン・ステッド画、横川寿美子共訳、福音館書店） 2019.1

## 連載
- 「児童文学時評」（週刊読書人） 1997.1 - 2001.12
- 「児童文学年末回顧」（週刊読書人） 1997.12 -
- 「子どもの物語はどこへいくのか」（光文社「本が好き!」） 2007.8 - 2009.11
- 「ロールイチゴ」（光村図書「飛ぶ教室」20号 - 29号） 2010.1 - 2012.4
- 「YAの世界」（読売新聞 毎月第2土曜日） 2010.4 - 2012.3
- 「子どもの物語」（日本児童図書出版協会「こどもの本」） 2010.11 - 2011.10
- 「青春ブックマーク」（読売新聞 毎月第2土曜日） 2012.4 -